# رابرت متکالف
رابرت متکالف (انگلیسی: Robert Metcalfe؛ زاده ۷ آوریل ۱۹۴۶) یک دانشمند در زمینه شبکه رایانه‌ای اهل ایالات متحده آمریکا است.
وی در سال ۲۰۲۳ بابت اختراع اترنت برنده جایزه تورینگ شده‌است. او همچنین برنده جوایزی همچون مدال افتخار آی‌تریپل‌ئی شده‌است.